# Juillet 2015
Juillet 2015 est le 7e mois de l'année 2015.

## Événements
- 1er juillet :
  - les États-Unis et Cuba rétablissent officiellement leurs relations diplomatiques après plus d'un demi-siècle de tensions héritées de la Guerre froide ;
  - la Grèce se retrouve en défaut de paiement, ne pouvant pas rembourser 1,5 milliard d'euros au FMI.
- 2 juillet :
  - le ferry Kim Nirvana (en) fait naufrage aux Philippines à un kilomètre du port d'Ormoc avec 189 personnes à son bord, 59 sont mortes et 26 sont portées disparues, alors qu'il effectue la liaison entre Ormoc et les îles Camotes ;
  - les villes yéménites de Sanaa et de Shibam, menacées par les affrontements entre rebelles chiites et forces pro-gouvernementales, sont classées « patrimoine en danger » par l'Unesco ;
  - l'ancien sénateur démocrate de Virginie et secrétaire à la Marine Jim Webb se déclare candidat à l'investiture démocrate pour l'élection présidentielle de 2016. Il est la cinquième personnalité à se déclarer dans le camp démocrate ;
  - la statue monumentale du Lion de Palmyre qui orne l'entrée du musée de Palmyre est détruite par des membres de l'État islamique.
- 3 juillet :
  - la députée du Parti populaire danois Pia Kjærsgaard devient la première femme élue présidente du Parlement. Elle succède à Mogens Lykketoft ;
  - la dépouille du footballeur international portugais Eusébio, décédé en janvier 2014 est transférée lors d'une cérémonie nationale au Panthéon à Lisbonne. Il devient le premier sportif à y faire son entrée. Eusébio fut le premier joueur noir à être élu Ballon d'or en 1965.
- 4 juillet :
  - le roi Tupou VI est officiellement couronné 6e roi des Tonga. Il avait succédé en mars 2012 à son frère George Tupou V mort subitement à Hong Kong à l'âge de 63 ans ;
  - le président tunisien Béji Caïd Essebsi décrète l'état d'urgence dans tout le pays et ce, pour une durée de 30 jours renouvelables, après l'attaque du musée du Bardo perpétré en mars dernier et l'attentat de Sousse qui a eu lieu le 26 juin dans lesquels 59 touristes étrangers ont trouvé la mort ;
  - l'Unesco annonce deux inscriptions au patrimoine mondial de l'humanité. La première concerne « les caves de Champagne », les lieux où fut développée la méthode d'élaboration des vins effervescents, grâce à la seconde fermentation en bouteille, depuis ses débuts au XVIIe siècle jusqu'à son industrialisation précoce au XIXe siècle. La seconde, « les climats » du vignoble français de Bourgnogne. Les climats sont les parcelles de vignes précisément délimitées sur les pentes de la côte de Nuits et de Beaune, au sud de Dijon, elles donnent chacune un caractère unique au vin.
- 4 au 26 juillet : Tour de France 2015.
- 5 juillet : le non l'emporte avec 61,31 % des voix lors du référendum organisé en Grèce sur le plan d'aide proposé par les créanciers internationaux.
- 6 juillet : le Parlement hongrois adopte un texte législatif qui restreint le droit d’asile dans le pays. Il fournit également un cadre légal au projet de construction d’un mur sur les 175 kilomètres de frontière entre la Hongrie et la Serbie. Le premier ministre Viktor Orbán affirme que le mur est une mesure temporaire. Les Nations unies et le Conseil de l'Europe condamnent cette décision.
- 8 juillet :
  - des affrontements intercommunautaires à Ghardaïa, en Algérie, font au moins 22 morts et plusieurs blessés ;
  - Raimonds Vējonis entre en fonction comme nouveau président de la Lettonie. Il succède à Andris Bērziņš.
- 10 juillet :
  - l'État de Caroline du Sud décide de retirer de son parlement son drapeau confédéré, après la demande de la gouverneure Nikki Haley. Cette bannière historique des soldats du sud des États-Unis pendant la Guerre de Sécession était devenu un symbole raciste pour beaucoup d'Américains après la tuerie de Charleston ;
  - un mouvement de foule lors d'une distribution de vêtements gratuits devant une usine près de Dacca au Bangladesh fait au moins 25 morts et des dizaines de blessés[1].
- 10 au 26 juillet : 17e Jeux panaméricains à Toronto, au Canada.
- 11 juillet :
  - un attentat perpétré contre le consulat d'Italie au Caire fait 1 mort et 9 blessés. L'État islamique revendique l'attentat[2]. C'est la première fois que l’organisation djihadiste vise une représentation diplomatique dans la capitale égyptienne ;
  - l'un des plus puissants narcotrafiquants au monde, Joaquín Guzmán, s'évade d'une prison fédérale mexicaine pour la seconde fois ;
  - des incidents éclatent au mémorial de Potočari en Bosnie-Herzégovine pour le 20e anniversaire du massacre de Srebrenica. Le premier ministre serbe Aleksandar Vučić est obligé de quitter rapidement la cérémonie après qu'une foule en colère lui a lancé des pierres et tenté de s'en prendre physiquement à lui. La Serbie refuse toujours le terme de génocide alors que la justice internationale qualifie ce massacre de génocide. Blessé à la tête, Belgrade a dénoncé une tentative d’assassinat contre Vučić.
- 13 juillet :
  - accord au sein de la zone euro pour un nouveau plan d'aide à la Grèce, en contrepartie d’importantes réformes[3] ;
  - le  premier ministre roumain Victor Ponta est mis en examen pour « faux en écriture, complicité d‘évasion fiscale et blanchiment ». Les faits qui lui sont reprochés remontent à l'époque où il était avocat. Les procureurs du parquet anti-corruption ont placé sous séquestre une partie de ses biens ;
  - le gouverneur du Wisconsin Scott Walker annonce sa candidature à l'investiture républicaine pour l'élection présidentielle de 2016. Il est la quinzième personnalité à se déclarer dans le camp républicain.
- 14 juillet :
  - un accord (plan global d'action conjoint) est signé à Vienne entre le groupe des 5+1 et l'Iran sur son programme nucléaire[4] ;
  - neuf ans et demi après son lancement, la sonde américaine New Horizons effectue un bref survol de Pluton et de son système.
- 15 juillet : l'ancien comptable d’Auschwitz, Oskar Gröning, 94 ans est condamné par le tribunal de Lunebourg à quatre ans de prison ferme pour « complicité » dans le meurtre de 300 000 juifs. Étant donné son âge et son état de santé, Gröning pourrait ne pas être incarcéré.
- 16 juillet :
  - l'Assemblée nationale et le Sénat français adoptent le projet de loi portant nouvelle organisation territoriale de la République, partie intégrante de l'acte III de la décentralisation, visant notamment à renforcer les compétences des régions ;
  - le Parlement grec approuve par 229 députés pour dont les partis d'opposition Nouvelle Démocratie et PASOK contre 64 la mise en place des réformes décidée par la zone euro. Parmi ceux qui ont voté contre figurent 39 députés du parti SYRIZA du premier ministre Aléxis Tsípras dont l'ancien ministre des finances Yánis Varoufákis et la présidente du Parlement Zoé Konstantopoulou ;
  - deux fusillades sont perpétrées par un homme armé dans deux installations militaires à Chattanooga dans le Tennessee aux États-Unis[5]. La première s'est déroulée dans un centre de recrutement où plusieurs forces armées sont présentes, deux personnes ont été blessées ; la seconde sur une base de réservistes de la marine américaine, cinq personnes sont tuées dont quatre US Marine. Le tireur a été abattu par la police.
- 17 juillet :
  - le premier ministre grec, Aléxis Tsípras, remanie son gouvernement[6] ;
  - Dragan Čović prend la présidence du collège présidentiel de Bosnie-Herzégovine et succède à Mladen Ivanić.
- 20 juillet : 
  - les États-Unis et Cuba rouvrent officiellement leurs ambassades. Cette nouvelle étape concrète marque le rapprochement historique engagé l'an dernier par Barack Obama et Raúl Castro. À Washington, une cérémonie a lieu pour la réouverture de la mission cubaine en présence notamment du ministre des affaires étrangères cubain Bruno Rodriguez et de la secrétaire d'État américaine adjointe chargée de l'Amérique latine Roberta Jacobson (en). Il s'agit de la première visite d'un chef de la diplomatie cubaine aux États-Unis depuis 1959 ;
  - ouverture à Dakar du procès de l'ancien président tchadien Hissène Habré, accusé de « crimes contre l'humanité, crimes de guerre et actes de torture » sous son régime (1982-1990). Le procès s'est ouvert devant les Chambres africaines extraordinaires (CAE), juridiction spéciale créée par le Sénégal et l'Union africaine ;
  - un attentat attribué à l'État islamique est perpétré dans le jardin d'un centre culturel de Suruç en Turquie. L'explosion s'est produite lors d'un rassemblement de jeunes, turcs et kurdes, qui s'apprêtaient à se rendre à Kobané en Syrie pour participer à la reconstruction de la ville détruite par la bataille qui y a opposé de septembre à janvier derniers les combattants de l'EI aux milices kurdes de Syrie.  Au moins 32 personnes ont été tuées et une centaine d'autres blessées dont 20 sont dans un état critique. Si cette action est revendiquée, ce serait la première attaque perpétrée par l'EI sur le sol turc.
- 21 juillet : 
  - le président sortant Pierre Nkurunziza remporte l'élection présidentielle au Burundi dès le premier tour avec 69,4 % des voix ;
  - le gouverneur de l'Ohio John Kasich se déclare candidat à l'investiture républicaine pour l'élection présidentielle de 2016. Il est la seizième personnalité à se déclarer dans le camp républicain.
- 22 juillet : l'université de Birmingham annonce la découverte d’un manuscrit du Coran datant de l’époque du prophète Mahomet selon une datation par le carbone 14.
- 23 juillet : 
  - une collision entre un cargo et un bateau de plaisance se produit sur le Nil dans la région de l'île d'Al-Warraq au nord du Caire en Égypte. Au moins 36 personnes sont mortes dont 20 enfants[7] ;
  - une fusillade (en) éclate dans une salle de cinéma à Lafayette, en Louisiane aux États-Unis. Un homme a ouvert le feu tuant deux personnes et en blessant neuf autres dont une grièvement avant de retourner son arme contre lui ;
  - les scientifiques de la NASA annoncent plus de six cents candidats planètes découverts par le télescope spatial Kepler, dont douze de petite taille (diamètre inférieur au double de celui de la Terre) situées dans la zone habitable de leur étoile. Parmi ces douze se trouve la première planète de ce genre située autour d'une étoile de type G2 (étoile du même type que le Soleil) : Kepler-452 b.

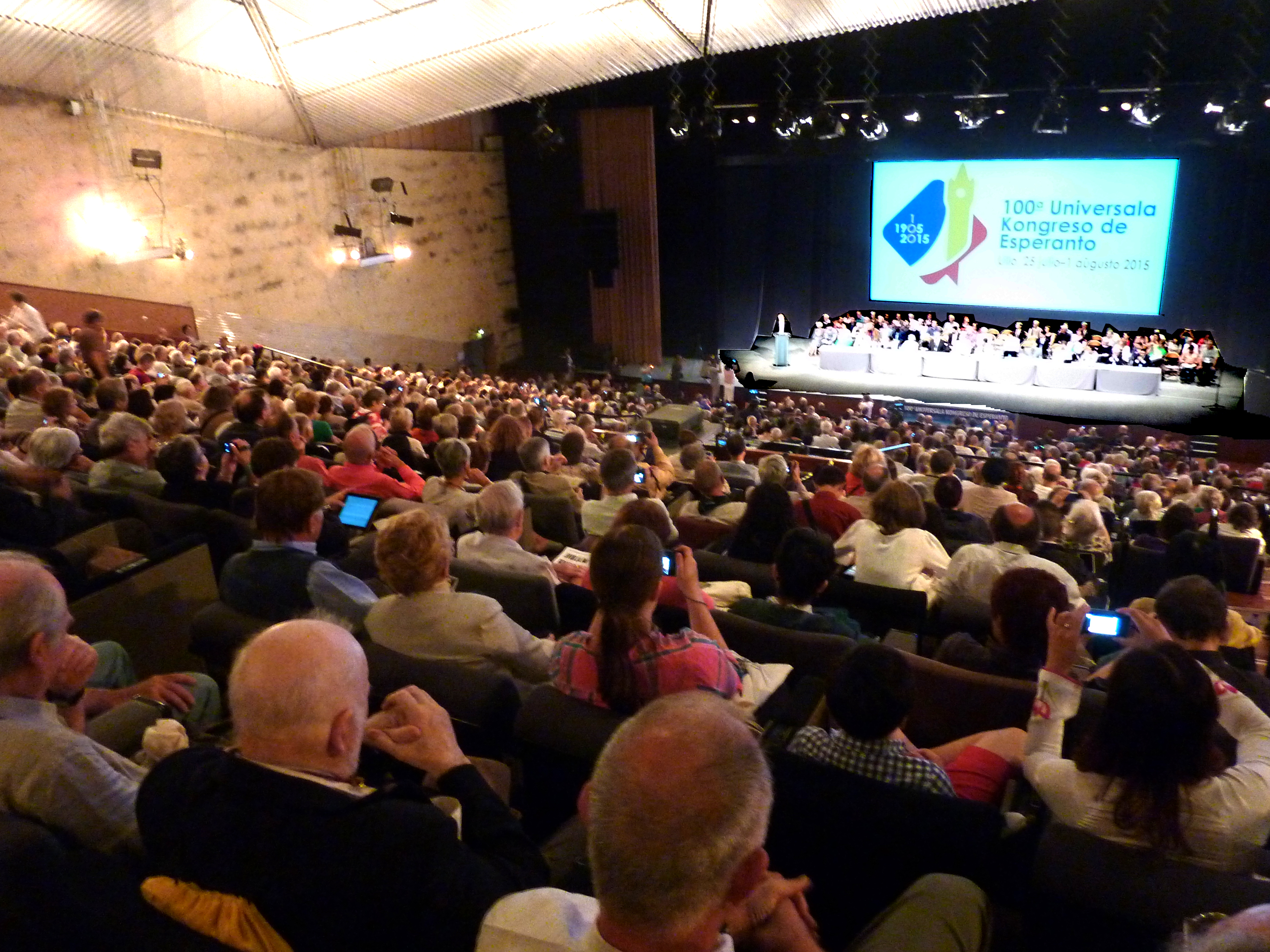
Cérémonie d’ouverture du congrès mondial d’espéranto

- 25 juillet au 1er août : le 100e congrès mondial d'espéranto se tient à Lille. Il est suivi par 2698 participants venus de 80 pays et a pour thème « Langues, arts et valeurs dans le dialogue interculturel ».
- 25 juillet : tirage au sort des matchs qualificatifs de la Coupe du monde de football de 2018.
- 26 juillet : un avion de tourisme à destination de l'île Izu Ōshima s'écrase peu après son décollage de l'aéroport de Chōfu à Tokyo au Japon sur un quartier résidentiel mettant le feu à trois maisons et deux voitures[8]. Deux des cinq passagers à bord et une habitante du quartier sont tués tandis que cinq autres personnes sont blessées (dont trois passagers).
- 28 juillet : l'armée arabe syrienne et les YPG repoussent une offensive de l’État islamique sur Hassaké.
- 29 juillet : annonce de la mort du mollah Omar, chef des talibans afghans, survenue le 23 avril 2013 ; le mollah Mansour est officiellement désigné comme son successeur.
- 31 juillet : Pékin est élue ville organisatrice des Jeux olympiques d’hiver de 2022 par le CIO réuni à Kuala Lumpur.